# A City Under Siege: Tales of the Iran – Iraq War
A City Under Siege: Tales of the Iran – Iraq War est un recueil de neuf histoires de la guerre Iran-Irak par Habib Ahmadzadeh, un auteur iranien. Le livre a remporté des prix en Iran et a été classé parmi les vingt meilleurs livres sur la guerre Iran-Irak. Le livre a été initialement publié en 2000 par Sureye Mehr Publication en persan. Paul Sprachman, professeur à l'Université Rutgers a traduit le livre du persan en anglais et Mazda Publishers l'a publié en 2010. 

## Auteur
Ahmadzadeh est né à Abadan en 1964. Il a obtenu sa maîtrise en littérature dramatique de l'Université d'art de Téhéran . Ahmadzadeh a contribué à l'écriture de scripts, notamment The Glass Agency, An Umbrella for the Director et The Rig, entre autres. Son premier travail était Chess with the Doomsday Machine. 

## Accueil
Écrivant dans un examen complet, MA Orthofer a déclaré : 
"Ahmadzadeh essaie de se connecter avec le lecteur dans A City Under Siege. La plupart des histoires sont racontées à la première personne. A City Under Siege est une solide collection d'histoires de guerre. Ahmadzadeh s'appuie fortement sur certaines astuces et a quelques tics d'auteur, mais c'est un écrivain talentueux et ce sont de bonnes histoires efficaces. Cette collection est certainement une bonne introduction à la vie iranienne de première ligne pendant ce conflit avec laquelle la plupart des lecteurs occidentaux ne seront probablement pas encore très familiers".
Le livre a été recensé dans la revue Middle East Studies Association of North America's Review of Middle East Studies par Hamid Eshani,.

## Récompenses et honneurs
Habib Ahmadzadeh a reçu le troisième prix du concours d'écriture de nouvelles pour sa "Lettre à la famille Sa'ad", publié dans A City Under Siege. 

## Contenu
A City Under Siege: Tales of the Iran – Iraq War se compose de plusieurs nouvelles : 
1. Eagle Feather
2. The Airplane
3. An Umbrella for the Director
4. Thirty-nine Plus One Prisoners
5. The Fleeing of the Warrior
6. A Letter to the Saad Family
7. If There Were No Darya Qoli
8. Vengeance
9. Neneh